# Jakub Świerczok
Jakub Świerczok (* 28. Dezember 1992 in Tychy) ist ein polnischer Fußballspieler.

## Karriere

### Im Verein
Jakub Świerczok galt schon in seiner Jugend als hoffnungsvolles Talent. Nach seiner Jugendzeit wurde er 2009 in den Kader der zweiten Mannschaft von Polonia Bytom aufgenommen. Zur Saison 2011/12 erhielt der Jungspieler einen bis zum 30. Juni 2014 laufenden Profivertrag und bekam die Rückennummer 10. In der Hinrunde bestritt Swierczok 18 Ligaspiele und erzielte dabei zwölf Treffer.
Am 1. Januar 2012 gab der deutsche Bundesligist 1. FC Kaiserslautern die Verpflichtung von Świerczok bekannt. Świerczok unterschrieb einen Dreieinhalb-Jahres-Vertrag bis zum 30. Juni 2015 und erhielt die Rückennummer 31.
Am 21. Januar 2012 (18. Spieltag) feierte der Stürmer im Heimspiel gegen Werder Bremen sein Bundesligadebüt. Er stand über die vollen 90 Minuten auf dem Platz.
Ende Juli 2012 wurde Świerczok für die Saison 2012/13 an den polnischen Erstligisten und Aufsteiger Piast Gliwice ausgeliehen, um dort mehr Spielpraxis und Erfahrung zu sammeln.
Aufgrund einer Operation am Kreuzband im September 2012 konnte er lediglich ein Spiel für Piast Gliwice bestreiten. Kurz nach seiner Genesung und Rückkehr nach Kaiserslautern verletzte er sich im Sommer 2013 erneut schwer am Kreuzband. Zum Jahresende 2014 wurde sein Vertrag mit dem FCK aufgelöst. Anfang Januar 2015 unterschrieb er einen Vertrag beim abstiegsgefährdeten polnischen Erstligisten Zawisza Bydgoszcz. Dort blieb er allerdings nur bis zur Sommerpause und wechselte zum 1. Juli 2015 zum Ligarivalen Górnik Łęczna, wo der Stürmer einen Vertrag bis zum 30. Juni 2017 besaß. Nur ein Jahr später ging es für Świerczok in die 2. polnische Liga zu GKS Tychy, wo er einen Vertrag bis Sommer 2018 unterschrieb. Trotzdem verließ er den Verein im Sommer 2017 wieder.
Nach einer starken Hinrunde 2017/18 bei Zagłębie Lubin mit 16 Treffern in 21 Spielen wechselte Swierczok in der Winterpause weiter zum bulgarischen Erstligisten Ludogorez Rasgrad. Mit dem Verein nahm er an der Europa League 2018/19 teil und erzielte beim 1:1 gegen den FC Zürich ein Tor. Ab dem Sommer 2020 spielte er dann für ein Jahr leihweise bei seinem ehemaligen Verein Piast Gliwice. Dort schoss er in 23 Ligaspielen insgesamt 15 Tore und wurde nach der Saison fest verpflichtet.
Im Juli 2021 zog es ihn nach Asien. Hier unterschrieb er für eine Ablösesumme von 2 Millionen Euro in Japan einen Vertrag bei Nagoya Grampus. Der Verein aus Nagoya spielt in der ersten japanischen Liga, der J1 League. Am 30. Oktober 2021 stand er mit Nagoya im Finale des J. League Cup. Das Finale gegen Cerezo Osaka gewann man mit 2:0. Nachdem Świerczok im Oktober 2021 im Anschluss an ein Spiel der AFC Champions League positiv auf Doping getestet wurde, verhängte die Asian Football Confederation im Oktober 2022, nachdem auch die B-Probe positiv war, eine vierjährige Wettbewerbssperre rückwirkend ab Dezember 2021. Ab Februar 2023 spielte er wenige Monate für Zagłębie Lubin, bevor er im Sommer wieder nach Japan zu Ōmiya Ardija ging. Nachdem er im Sommer 2024 kurzzeitig vereinslos gewesen war, schloss sich Jakub Świerczok im September Śląsk Wrocław an.

### Nationalmannschaft
Świerczok spielte zuerst für die U-20-Nationalmannschaft Polens. Am 7. September 2011 erzielte er bei der 1:2-Niederlage gegen Italien in der 48. Minute per Elfmeter den einzigen Treffer für die polnische Mannschaft. Am 1. Juni 2012 bestritt er sein erstes Länderspiel für die U-21-Nationalmannschaft Polens. Polen gewann das Spiel gegen Moldawien mit 4:2.
Am 10. November 2017 erfolgte dann auch sein Debüt in der A-Nationalmannschaft im Freundschaftsspiel gegen Uruguay (0:0) in Warschau, wo er in der 67. Minute für Kamil Wilczek eingewechselt wurde. Auch drei Tage später gegen Mexiko (0:1) kam er erneut zum Einsatz. Nach guten Leistungen im Verein folgten dann drei Jahre später weite Einsätze und sein erster Treffer. Diesen erzielte er am 1. Juni 2021 beim 1:1 in Testspiel gegen Russland. Zur Fußball-Europameisterschaft 2021 wurde er in den polnischen Kader berufen, kam aber mit diesem nicht über die Gruppenphase hinaus.

## Erfolge
Ludogorez Rasgrad
- Bulgarischer Meister: 2018, 2019, 2020, 2021
- Bulgarischer Superpokalsieger: 2019

Nagoya Grampus
- J.League Cup: 2021